# Muzică experimentală

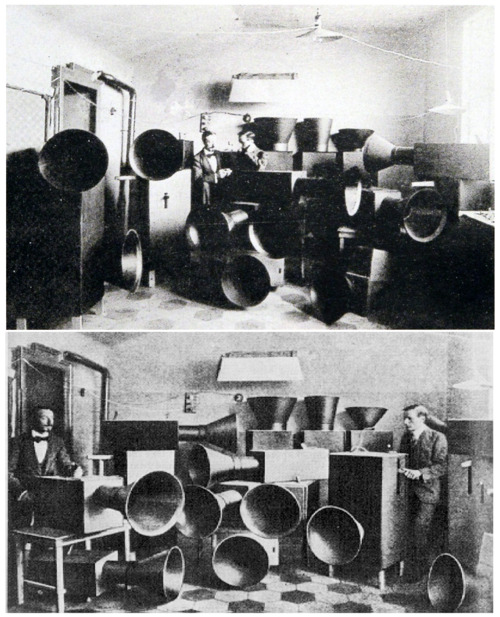
Luigi Russolo, Intonarumori, 1920

Sintagma muzică experimentală desemnează o ramură a muzicii, evidențiată mai întâi în a doua jumătate a anilor 1950, cu precădere în Statele Unite ale Americii și Europa de Vest (mai cu seamă, în Marea Britanie – trăsături se regăsesc). În continuare, atenția unora dintre muzicieni se va îndrepta către diversificarea aspectelor formale ale scriiturii (ritm, metrică, timbralitate, forma muzicală), dând naștere rock-ului progresiv sau art rock-ului; alții vor prefera forme simetrice, o orchestrație consecventă și se vor îndepărta de experiment.

## Muzicieni reprezentativi
- John Cage
- Karlheinz Stockhausen
- Boards of Canada
- Throbbing Gristle
- Harry Partch
- Luigi Russolo
- Einstürzende Neubauten
- Merzbow
- Sonic Youth
- Sun Ra
- Velvet Underground
- Delia Derbyshire